# 戴顺智
戴顺智（1932年10月—），男，江苏江宁人，中华人民共和国政治人物，曾任南京市市长。

## 生平
戴顺智1932年出生于江苏江宁，1950年7月至1952年7月在哈尔滨工业大学学习，后又在北京俄专和原苏联乌拉尔工业大学学习。
戴顺智曾在南京化学工业公司工作，1980年4月到1983年4月曾任南京市人民政府副市长，后成为扬子石油化工公司总经理兼基建指挥部总指挥。1988年1月任南京市市长和市委书记，1989年11月24日辞去市长职位，交由王荣炳担任。
1991年3月至1992年6月担任江苏省副省长，1992年6月至1992年9月担任江苏省政协委员。后成为中国石化总公司驻美洲总代表，1997年6月退休。